# Deux fois chat
Pour plus de détails, voir Fiche technique et Distribution.
Deux fois chat (Cat and Dupli-Cat) est un cartoon de Tom et Jerry réalisé par Chuck Jones et Maurice Noble, produit par la Metro-Goldwyn-Mayer sorti en 1967.

## Musique
- Eugene Poddany